# العلاقات الأوزبكستانية الموزمبيقية
العلاقات الأوزبكستانية الموزمبيقية هي العلاقات الثنائية التي تجمع بين أوزبكستان وموزمبيق.

## مقارنة بين البلدين
هذه مقارنة عامة ومرجعية للدولتين:
| وجه المقارنة                                              | أوزبكستان       | موزمبيق          |
| --------------------------------------------------------- | --------------- | ---------------- |
| المساحة (كم2)                                             | 448.98 ألف      | 801.59 ألف       |
| عدد السكان (نسمة)                                         | 32.39 مليون     | 29.67 مليون      |
| الكثافة السكانية (ن./كم²)                                 | 72.14           | 37.01            |
| العاصمة                                                   | طشقند           | مابوتو           |
| اللغة الرسمية                                             | اللغة الأوزبكية | اللغة البرتغالية |
| العملة                                                    | سوم أوزبكستاني  | متكال موزمبيقي   |
| الناتج المحلي الإجمالي (بليون دولار)                      | 48.72 مليار     | 12.33 مليار      |
| الناتج المحلي الإجمالي (تعادل القوة الشرائية) بليون دولار | 190.50 مليار    | 33.35 مليار      |
| الناتج المحلي الإجمالي الاسمي للفرد دولار أمريكي          | 2.13 ألف        | 529              |
| الناتج المحلي الإجمالي للفرد دولار أمريكي                 | 5.57 ألف        | 1.13 ألف         |
| مؤشر التنمية البشرية                                      | 0.675           | 0.416            |
| رمز المكالمات الدولي                                      | +998            | +258             |
| رمز الإنترنت                                              | .uz             | .mz              |
| المنطقة الزمنية                                           | ت ع م+05:00     | ت ع م+02:00      |

## منظمات دولية مشتركة
يشترك البلدان في عضوية مجموعة من المنظمات الدولية، منها:
| علم المنظمة | اسم المنظمة                               | تاريخ انضمام أوزبكستان | تاريخ انضمام موزمبيق |
| ----------- | ----------------------------------------- | ---------------------- | -------------------- |
|             | الاتحاد البريدي العالمي                   | ?                      | ?                    |
|             | مؤسسة التنمية الدولية                     | 24 سبتمبر 1992         | 24 سبتمبر 1984       |
|             | منظمة حظر الأسلحة الكيميائية              | ?                      | ?                    |
|             | الأمم المتحدة                             | 2 مارس 1992            | 16 سبتمبر 1975       |
|             | وكالة ضمان الاستثمار متعدد الأطراف        | 4 نوفمبر 1993          | 23 نوفمبر 1994       |
|             | منظمة الشرطة الجنائية الدولية             | ?                      | ?                    |
|             | مؤسسة التمويل الدولية                     | 30 سبتمبر 1993         | 24 سبتمبر 1984       |
|             | الاتحاد الدولي للاتصالات                  | 10 يوليو 1992          | 4 نوفمبر 1975        |
|             | البنك الدولي للإنشاء والتعمير             | 21 سبتمبر 1992         | 24 سبتمبر 1984       |
|             | منظمة التعاون الإسلامي                    | ?                      | ?                    |
|             | المركز الدولي لتسوية المنازعات الاستشارية | 25 أغسطس 1995          | 7 يوليو 1995         |
|             | يونسكو                                    | 26 أكتوبر 1993         | 11 أكتوبر 1976       |

## وصلات خارجية
- موقع وزارة الخارجية الأوزبكستانية
- موقع وزارة الخارجية الموزمبيقية